# San Andrés de Machaca
San Andrés de Machaca è un comune (municipio in spagnolo) della Bolivia nella provincia di Ingavi (dipartimento di La Paz) con 7.397 abitanti (dato 2010).

## Cantoni
Il comune è suddiviso in 9 cantoni (popolazione 2001):
- Chuncharcota de Machaca - 400 abitanti
- Conchacollo de Machaca - 915 abitanti
- Laquinamaya - 1.089 abitanti
- Mauri - 616 abitanti
- Nazacara - 494 abitanti
- San Andrés de Machaca - 1.344 abitanti
- Sombra Pata - 262 abitanti
- Villa Artasivi de Machaca - 873 abitanti
- Villa Pusuma Alto de Machaca - 317 abitanti